# Gastrotheca peruana
Nhái túi Peru (Gastrotheca peruana) là một loài nhái trong họ Hemiphractidae. Nó là loài đặc hữu của Peru.
Các môi trường sống tự nhiên của chúng là đồng cỏ ở cao nhiệt đới hoặc cận nhiệt đới, sông, đầm nước ngọt, đầm nước ngọt có nước theo mùa, đất canh tác, vùng đồng cỏ, vườn nông thôn, và các vùng đô thị.
Nó còn là vật nuôi trong nhà.